# Massimo Carrera
Massimo Carrera (Pozzuolo Martesana, Provincia de Milán, Italia, 22 de abril de 1964) es un exfutbolista y entrenador italiano. Se desempeñaba en la posición de defensa. Ha entrenado a la Juventus de Turín, Spartak de Moscú y AEK F.C.. Actualmente dirige al Ascoli.

## Trayectoria

### Como jugador
Carrera comenzó su carrera en Pro Sesto, pero saltó a la fama con Bari, disfrutando de cinco temporadas en el club antes de mudarse a la Juventus en 1991. Bajo el mando de Giovanni Trapattoni, fue utilizado como lateral derecho, cargo que también había desempeñado en Bari. Disputó una excelente primera temporada, que culminó con la convocatoria a la selección de Italia. En su segunda temporada ganó la Copa de la UEFA con el club.
Carrera, sin saberlo, jugó un papel muy importante para ayudar al Milan a quedar invicto en la temporada 1991-92 de la Serie A. Durante el tiempo de descuento del partido en casa de la Juventus contra el Milán el 15 de septiembre de 1991, un centro de aspecto inocente desde la línea de banda derecha golpeó la cabeza de Carrera y el balón pasó por encima de Stefano Tacconi varado para lograr el empate crucial. Luego, el Milán terminaría la temporada invicto y se embarcaría en una racha récord de 58 partidos invictos.
En 1994, con la llegada de Marcello Lippi, fue desplegado como líbero, en sustitución de Luca Fusi, y posteriormente como defensa central, convirtiéndose en un pilar del equipo, ganando tanto la Serie A como la Copa Italia en 1995. También llegó a la final de la Copa de la UEFA al final de la temporada. Debido a la llegada de los hábiles defensores Pietro Vierchowod y Paolo Montero la temporada siguiente, Carrera comenzó más a menudo desde el banquillo, pero aun así ofreció una valiosa contribución cuando fue necesario.
Después de 166 partidos internacionales con la Juventus y de haber ganado la Serie A, la Copa Italia, la Supercopa Italiana, la Liga de Campeones de la UEFA y la Copa de la UEFA, se trasladó al Atalanta en el verano de 1996.
Carrera rápidamente se convirtió en capitán y líder de Orobici, jugando allí durante ocho temporadas y totalizando 207 partidos internacionales y tres goles. Dejó Bérgamo en 2003 para fichar por el Napoli y, la temporada siguiente, se instaló en Treviso. Permaneció en el Véneto sólo una temporada y el 28 de octubre de 2005, con 41 años, Carrera fichó por el Pro Vercelli. Al final de la temporada 2007-08, a la edad de 44 años, Carrera decidió retirarse del fútbol para dedicarse a ser entrenador.

### Como entrenador

#### Juventus
Carrera se reunió con sus excompañeros de la Juventus Antonio Conte y Angelo Alessio en el verano de 2011 cuando se unió al cuerpo técnico del club como director técnico. Debido a una suspensión de diez meses contra Conte por supuestas implicaciones de no informar sobre amaño de partidos y una suspensión similar contra su asistente Alessio, Carrera se convirtió en entrenador interino de la Juventus en julio de 2012.En su primer partido oficial, ganó la Supercopa de Italia 2012 derrotando al Napoli en Pekín, ganando 4-2 después de la prórroga.Después de que se levantó la sanción de Alessio, Carrera volvió a ocupar su antiguo cargo.

#### Spartak de Moscú
Antes de la temporada 2016-17, Carrera fue contratado como asistente técnico del Spartak de Moscú. Cuando Dmitri Alenichev dejó el club el 5 de agosto de 2016, fue nombrado entrenador interino y unos días más tarde fue ratificado en el cargo. El 7 de mayo de 2017, obtuvo la Liga Premier de Rusia, devolviéndole el título nacional después de 16 años.El 22 de octubre de 2018, tras la derrota en casa ante el Arsenal Tula, Carrera fue despedido de su cargo.

#### AEK
El 8 de diciembre de 2019, Carrera fue presentado como el nuevo entrenador del club AEK Atenas de la Superliga griega.Al inicio de la siguiente temporada, tras haber llevado al equipo a la fase de grupos de la Europa League, el 22 de diciembre de 2020 fue relevado de sus funciones debido a los malos resultados obtenidos en liga.

#### Bari
El 9 de febrero de 2021, Carrera fue contratado como nuevo entrenador del Bari de la Serie C.Fue despedido apenas dos meses después, el 19 de abril de 2021, tras un empate en casa en el último minuto contra el Palermo, dejando al club en el tercer lugar a falta de dos partidos.

#### Ascoli
Tras casi tres años de inactividad, el 12 de marzo de 2024 fue nombrado entrenador del Ascoli.

## Selección nacional
Fue internacional con la selección de fútbol de Italia en 1 ocasión. Debutó el 19 de febrero de 1992, en un encuentro amistoso ante la selección de San Marino que finalizó con marcador de 4-0 a favor de los italianos.

## Clubes

### Como jugador
| Club            | País   | Año       |
| --------------- | ------ | --------- |
| Nuova Pro Sesto | Italia | 1982-1983 |
| U. S. Russi     | Italia | 1983-1984 |
| Alessandria     | Italia | 1984-1985 |
| Pescara         | Italia | 1985-1986 |
| Bari            | Italia | 1986-1991 |
| Juventus        | Italia | 1991-1996 |
| Atalanta        | Italia | 1996-2003 |
| Napoli          | Italia | 2003-2004 |
| Treviso         | Italia | 2004-2005 |
| Pro Vercelli    | Italia | 2005-2008 |

### Como entrenador
| Club                            | País   | Año           |
| ------------------------------- | ------ | ------------- |
| Juventus                        | Italia | 2012          |
| Juventus (asistente)            | Italia | 2012-2014     |
| Selección de Italia (asistente) | Italia | 2014-2016     |
| Spartak de Moscú (asistente)    | Rusia  | 2016          |
| Spartak de Moscú                | Rusia  | 2016-2018     |
| AEK                             | Grecia | 2019-2020     |
| Bari                            | Italia | 2021          |
| Ascoli                          | Italia | 2024-presente |

## Palmarés

### Como jugador

#### Campeonatos nacionales
| Título              | Club     | País   | Año     |
| ------------------- | -------- | ------ | ------- |
| Serie B             | Bari     | Italia | 1988-89 |
| Serie A             | Juventus | Italia | 1994-95 |
| Copa Italia         | Juventus | Italia | 1994-95 |
| Supercopa de Italia | Juventus | Italia | 1995    |

#### Campeonatos internacionales
| Título            | Club     | País   | Año     |
| ----------------- | -------- | ------ | ------- |
| Copa Mitropa      | Bari     | Italia | 1990    |
| Copa de la UEFA   | Juventus | Italia | 1992-93 |
| Liga de Campeones | Juventus | Italia | 1995-96 |

### Como entrenador

#### Campeonatos nacionales
| Título                | Club             | País   | Año     |
| --------------------- | ---------------- | ------ | ------- |
| Supercopa de Italia   | Juventus         | Italia | 2012    |
| Liga Premier de Rusia | Spartak de Moscú | Rusia  | 2016-17 |
| Supercopa de Rusia    | Spartak de Moscú | Rusia  | 2017    |